# Markus Strömbergsson
Markus Strömbergsson (Gävle, 26 aprile 1975) è un arbitro di calcio svedese.
È fratello di Martin Strömbergsson, anch'egli arbitro di calcio.

## Carriera
Ha debuttato nella massima serie del campionato svedese nel 2003. Il 1º gennaio 2006 è nominato internazionale.
Dopo alcuni anni in cui viene impiegato in turni preliminari di Intertoto e Coppa UEFA, e in gare di qualificazione per nazionali giovanili, fa il suo debutto in una gara ufficiale tra nazionali maggiori il 6 giugno del 2009, quando è chiamato a dirigere l'incontro tra Azerbaigian e Galles, valido per le qualificazioni ai mondiali del 2010.  Nell'agosto dello stesso anno fa il suo esordio in un play off di Europa League, mentre dirige per la prima volta una partita della fase a gironi di tale competizione nel settembre dell'anno successivo.
Nel luglio 2010 è inoltre convocato per i campionati europei Under-19, in programma in Francia. Qui dirige due partite della fase a gironi e una semifinale.
Nell'estate 2011, dapprima, è convocato dall'UEFA per prendere parte alla fase finale degli europei Under-21 2011, dove dirige due partite della fase a gironi e una semifinale; e successivamente nel mese di luglio viene invece selezionato in vista del Campionato mondiale di calcio Under-20 in programma in Colombia.
Nel novembre del 2011 fa il suo esordio nella fase a gironi della Champions League, dirigendo un match della quinta giornata, tra Bayern Monaco e Villarreal CF.
Nel marzo del 2012 è selezionato ufficialmente come arbitro di porta in vista di Euro 2012, nella squadra arbitrale diretta dal connazionale Jonas Eriksson.
A partire dal 1º gennaio 2013 il suo nome non figura più nell'elenco degli internazionali svedesi, ma continua ad arbitrare a livello nazionale.
Quattro anni dopo viene confermato addizionale (pur non essendo internazionale) anche agli Europei in Francia, nella squadra arbitrale diretta dal connazionale Jonas Eriksson.